# Jean-Luc Fournier (Skirennfahrer)
Jean-Luc Fournier (* 23. September 1956 in Nendaz) ist ein ehemaliger Schweizer Skirennfahrer. Er war auf die Disziplinen Riesenslalom und Slalom spezialisiert.

## Biografie
Fournier kam zunächst im Europacup zum Einsatz und belegte in der Saison 1976/77 jeweils den dritten Platz in der Gesamtwertung und in der Riesenslalomwertung. Die ersten Punkte im Weltcup holte er am 2. Januar 1977 als Zehnter des Riesenslaloms in Ebnat-Kappel. Fast ein Jahr später, am 10. Dezember 1977, gelang ihm mit dem dritten Platz in Val-d’Isère die erste Podestplatzierung. Mit zwei weiteren Top-10-Ergebnissen resultierte am Ende der Saison 1977/78 der fünfte Platz in der Riesenslalomwertung. Bei den Weltmeisterschaften 1978 schied er in zwei Rennen aus.
Fournier konnte sich an der Weltspitze etablieren. Nach fünf weiteren Ergebnissen unter den besten zehn folgte zum Abschluss der Saison 1978/79 wiederum ein dritter Platz. Hingegen blieb in der Saison 1979/80 ein fünfter Platz das beste Ergebnis. Bei den Olympischen Winterspielen 1980 kam Fournier nicht über den 23. Platz im Slalom hinaus. Besser verlief für ihn die Saison 1980/81: Insgesamt sechsmal klassierte er sich unter den besten zehn, darunter waren zwei weitere dritte Plätze. Diese Leistungen reichten wiederum für den fünften Platz in der Riesenslalom-Weltcupwertung.
Zwar konnte Fournier in der Saison 1980/81 keine Podestplatzierung mehr erzielen, doch blieb er fünfmal unter den besten zehn. Bei den Weltmeisterschaften 1982 wurde er Achter des Riesenslaloms. Seine Karriere beendete Fournier im März 1982, nachdem er in Kranjska Gora auf Platz 11 gefahren war.

## Erfolge

### Olympische Spiele
- Lake Placid 1980: 23. Slalom

### Weltmeisterschaften
- Schladming 1982: 8. Riesenslalom

### Weltcup
- Saison 1977/78: 5. Riesenslalomwertung
- Saison 1978/79: 8. Riesenslalomwertung
- Saison 1980/81: 5. Riesenslalomwertung
- Saison 1981/82: 10. Riesenslalomwertung
- 23 Platzierungen unter den besten zehn im Weltcup, davon 4 dritte Plätze

### Sonstiges
- Saison 1976/77 des Europacups: 3. Gesamtwertung, 3. Riesenslalomwertung
- Schweizer Meister in der Kombination 1978